# Högloftet och Nyloftet

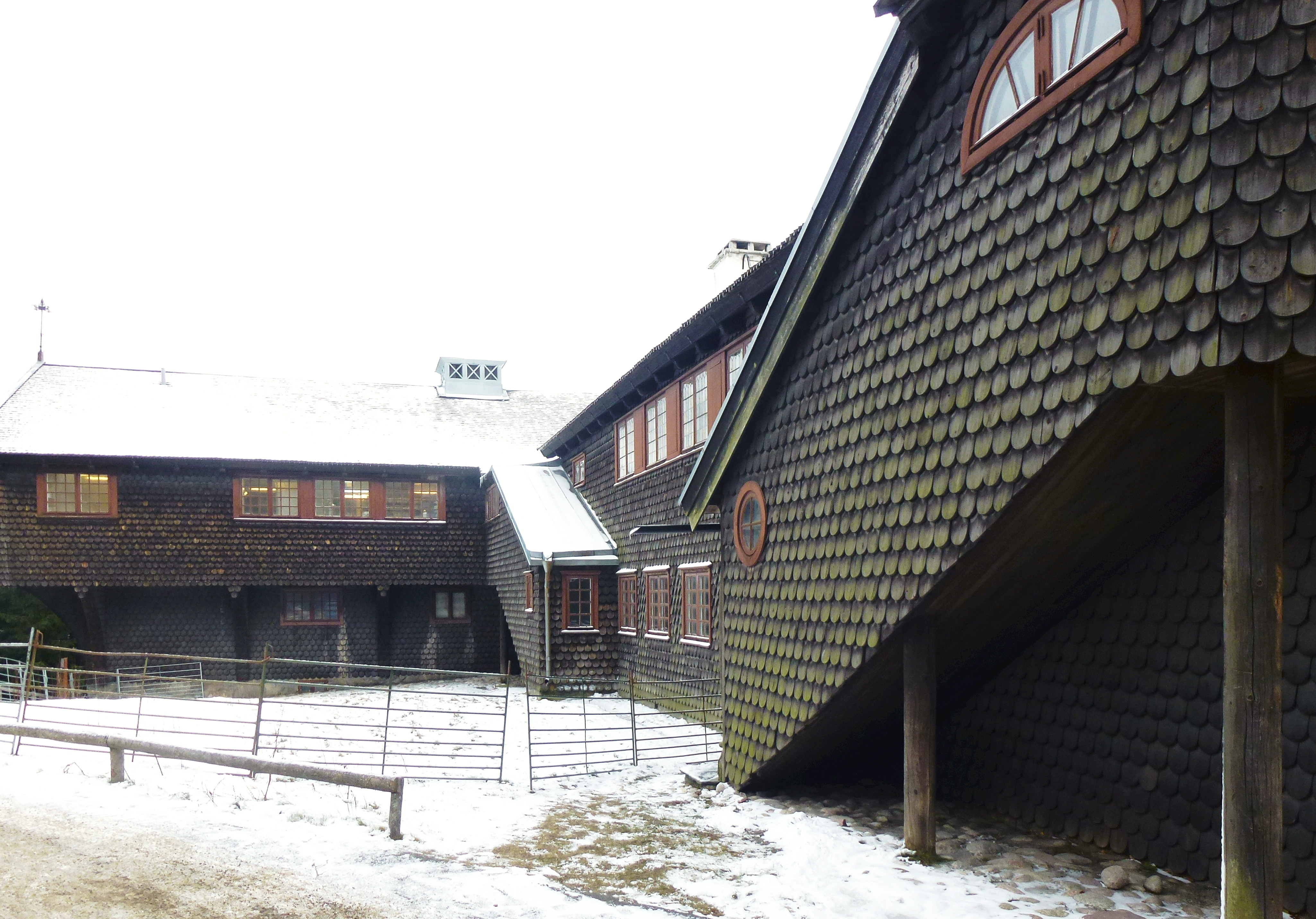
Högloftet och Nyloftet 2013.

Högloftet och Nyloftet är en byggnad på Skansen i Stockholm. Byggnaden uppfördes 1904–1905 efter ritningar av arkitekt Karl Güettler.

## Beskrivning
Arkitekt Güettler kom att spela en framträdande roll i den allmogeromantiska arkitekturvågen efter sekelskiftet 1900. Byggnadsstilen gav uttryck för en förstärkt nationalromantik. Ett exempel härför är Högloftet och Nyloftet på Skansen som han ritade 1904 och som invigdes 1905. Anläggningen består av en tvåvåningslänga (Högloftet) som är hopbyggd med tornet Bredablick. Vinkelrätt mot denna står Nyloftet i samma stil, som öppnade 1925. Fasaderna är klädda med träspån som behandlats med trätjära. Fasaddetaljer som pelare och fönsteromfattningar är målade i faluröd kulör. Fönstren är småspröjsade och blyinfattade.
Byggnaden används av Skansen som festlokal och som Café Högloftet under julmarknadshelgerna. Festsalen i Högloftets övre våningsplan han hyras för större tillställningar exempelvis i ”vikingastil” (enligt Skansen). I Högloftets festsal passar större sällskap upp till 250 personer medan Nyloftet har plats för ca 125 gäster.

## Bilder

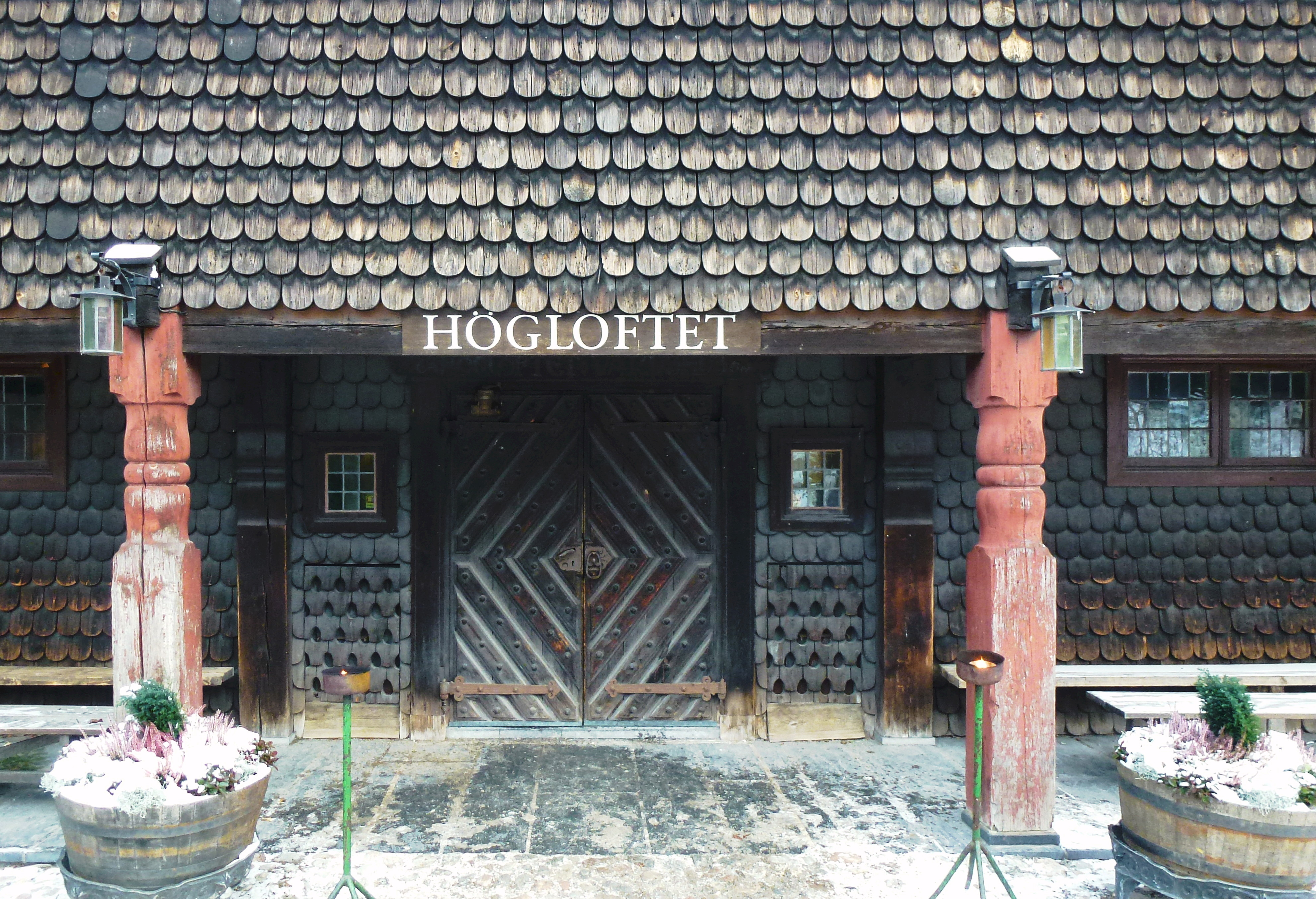
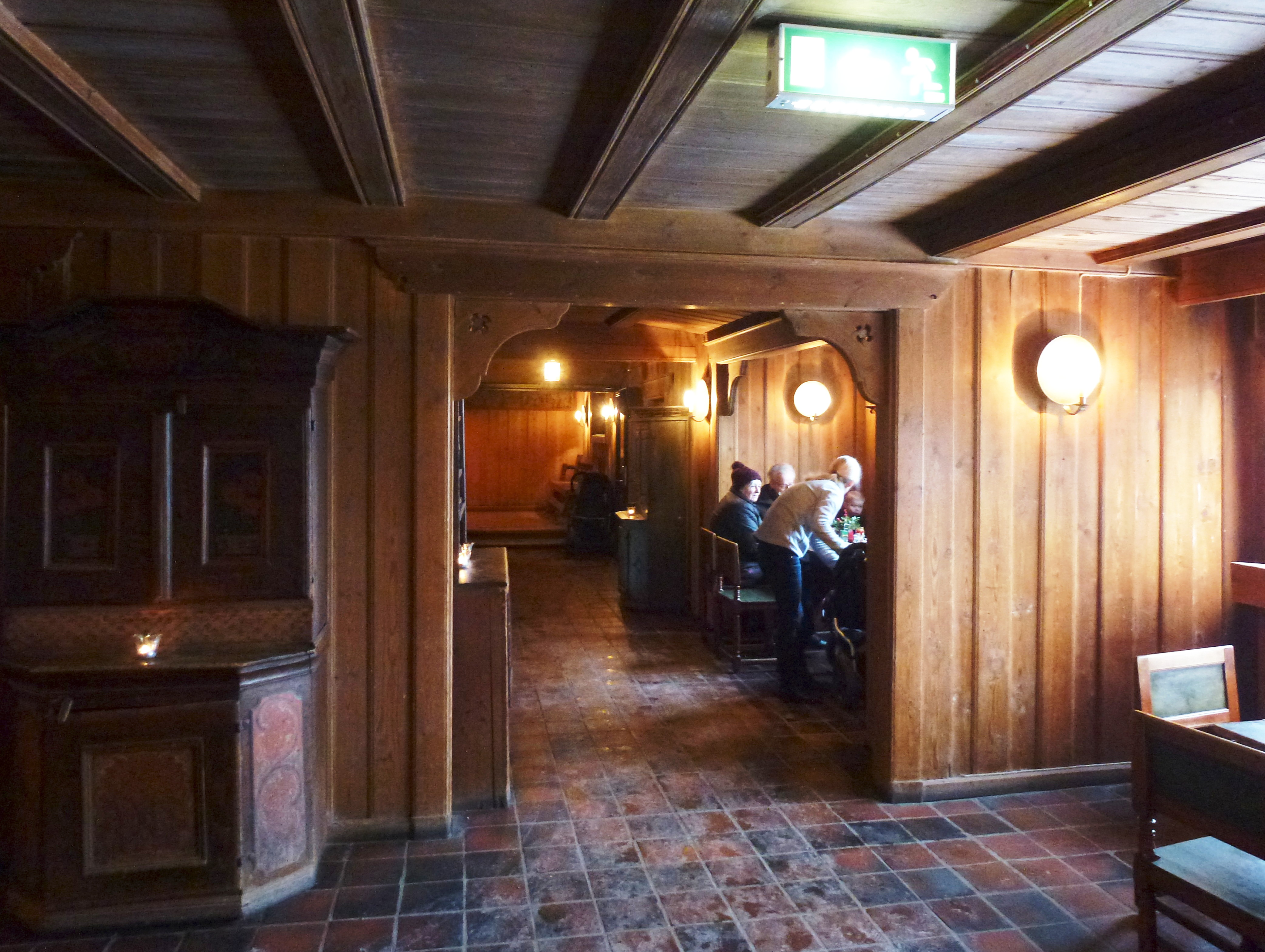
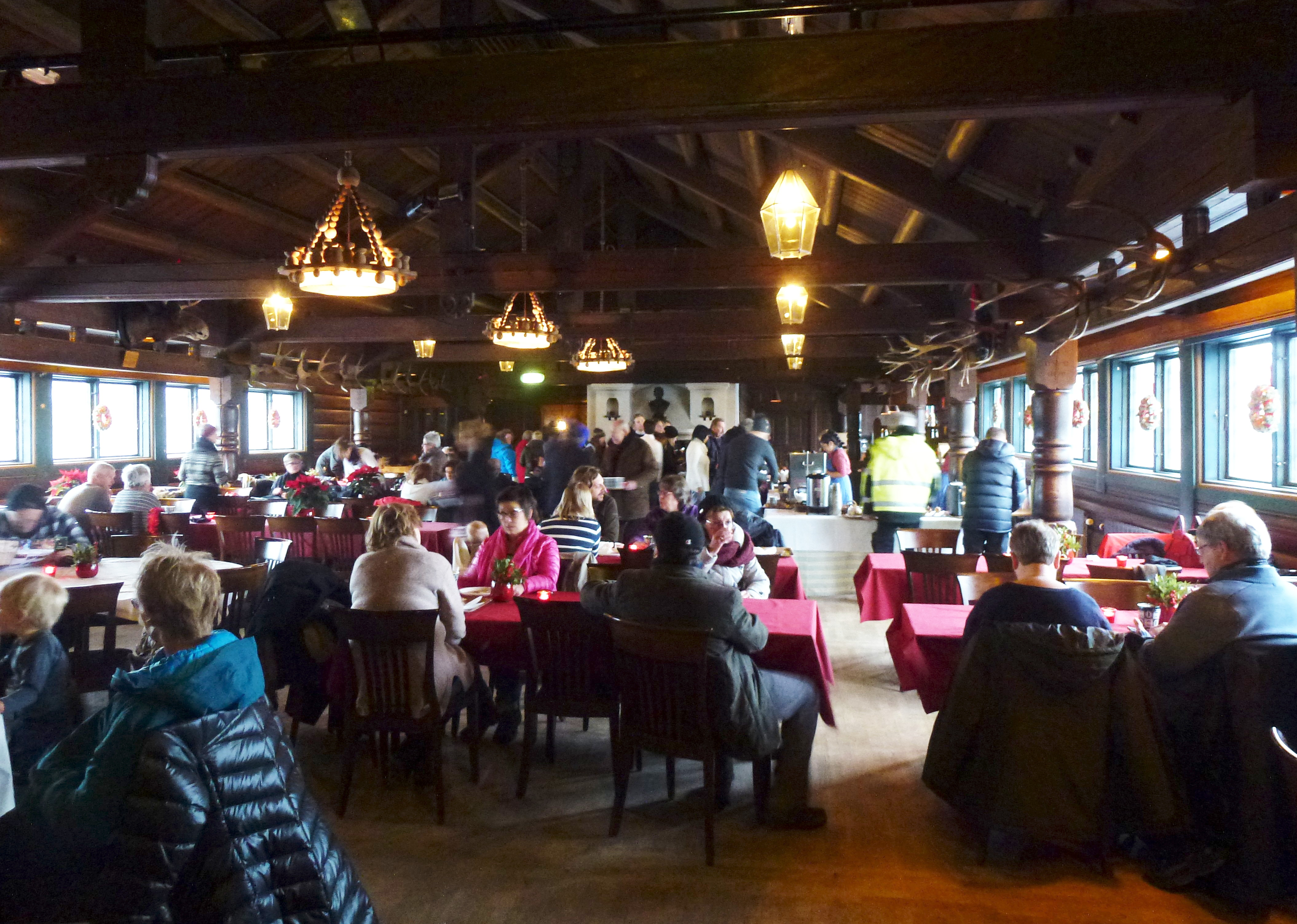
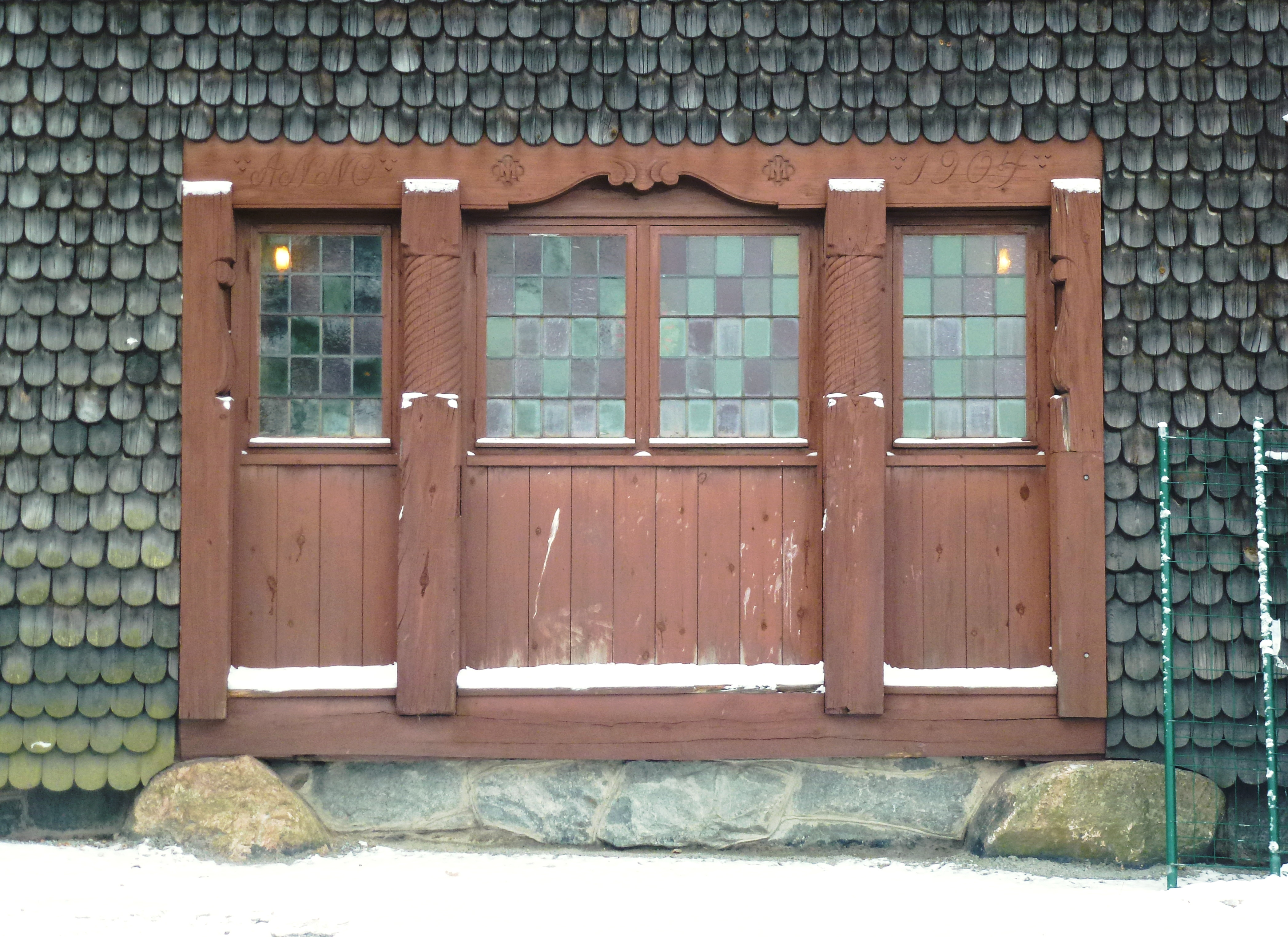